# Testosterone propionate/testosterone phenylpropionate/testosterone isocaproate/testosterone decanoate
Testosterone propionate/testosterone phenylpropionat/testosterone isocaproate/testosterone decanoate (TP/TPP/TiC/TD), được bán dưới tên thương hiệu Sustanon 250 (Organon) số những người khác, là một tiêm kết hợp thuốc bốn este testosterone, tất cả trong số đó là androgen/steroid đồng hóa. Chúng bao gồm:
- 30 mg testosterone propionate
- 60 mg testosterone phenylpropionate
- 60 mg testosterone isocaproate
- 100 mg testosterone decanoate

Chúng được cung cấp dưới dạng dung dịch dầu và được tiêm bằng cách tiêm bắp. Các este testosterone khác nhau cung cấp cho thời gian bán thải khác nhau trong cơ thể. Quá trình este hóa testosterone cung cấp cho sự giải phóng hormone testosterone bền vững nhưng không tuyến tính từ kho tiêm vào tuần hoàn.